# Jean-Baptiste Dante
Pour les articles homonymes, voir Dante (homonymie).
Jean-Baptiste Dante ou Gian Battista Danti, né en 1478 à Pérouse et mort à Venise en 1517, est un mathématicien et architecte militaire italien. 

## Biographie
Dante est essentiellement connu pour ses expériences aériennes. Vers 1490, il tente de se mouvoir dans l'atmosphère par une machine à ailes de son invention, s'élance d'une tour de 47,5 m de haut, survole le lac Trasimène et retombe sur une église. Il crée de nouveaux plans en 1496 et effectue en 1503 une nouvelle expérience mais se casse une jambe. 
Il enseigne ensuite les mathématiques à Venise où il meurt d'une fièvre quelques jours avant ses quarante ans. 
Jules Verne le mentionne dans les pionniers du vol aérien, au chapitre VI de son roman Robur-le-Conquérant.